# Косетов
Косетов (бел. Косетаў) — деревня в Калинковичском районе Гомельской области Беларуси. В составе Липовского сельсовета.

## География

### Расположение
В 46 км на северо-восток от Калинкович, 10 км от железнодорожного разъезда Плудим (на линии Жлобин — Калинковичи), 122 км от Гомеля.

### Гидрография
На юге, востоке и севере мелиоративные каналы.

## Транспортная сеть
Транспортные связи по просёлочной, затем автомобильной дороге Гомель — Лунинец. Планировка состоит из прямолинейной, близкой к широтной ориентации улицы, к которой с юга присоединяются под прямым углом 2 короткие прямолинейные улицы. Застройка двусторонняя, деревянная усадебного типа.

## История
По письменным источникам известна с XVIII века как деревня в Речицком повете Минского воеводства Великого княжества Литовского. В 1737 году в составе поместья Липов, во владении Горватов. После 2-го раздела Речи Посполитой (1793 год) в составе Российской империи. Согласно переписи 1897 года действовал хлебозапасный магазин. В 1908 году в Карповичской волости Речицкого уезда Минской губернии.
В 1930 году организован колхоз «Красная смена», действовала начальная школа (в 1935 году 110 учеников). Во время Великой Отечественной войны 57 жителей погибли на фронте. Согласно переписи 1959 года в составе экспериментальной базы «Липов» (центр — деревня Липов).

## Население

### Численность
- 2004 год — 60 хозяйств, 105 жителей.

### Динамика
- 1795 год — 19 дворов.
- 1834 год — 28 дворов 148 жителей.
- 1897 год — 186 жителей (согласно переписи).
- 1908 год — 47 дворов, 282 жителя.
- 1914 год — 64 домохозяйства.
- 1959 год — 487 жителей (согласно переписи).
- 2004 год — 60 хозяйств, 105 жителей.

## Известные уроженцы
- В. Т. Алисейко — Герой Советского Союза.